# Amortissement (impôt royal)
Pour les articles homonymes, voir Amortissement.
L'amortissement est une redevance payée au roi, quand un immeuble est acquis par legs ou héritage, par des gens de mainmorte (corporations, communautés d'habitants). Le paiement garantit le transfert de propriété.
Le roi (et auparavant le seigneur) trouve dans l' amortissement  une compensation au fait que le nouveau propriétaire ne paie pas les droits de mutation.
Le clergé catholique principal bénéficiaire de la générosité des fidèles est particulièrement visé. Un amortissement de ses biens lui est demandé en 1639, il doit alors débourser 5,5 millions de livres. En 1689, il doit payer 18 millions.
Les seigneurs sont bénéficiaires d'un système comparable appelé indemnité.